# The Hit List
Albums de Joan Jett and the Blackhearts
Up Your Alley
(1988) Notorious
(1991)
The Hit List est le septième album de Joan Jett and the Blackhearts sorti en 1988. Cet album est complètement composé de reprises.

## Liste des chansons
| No  | Titre                                                                       | Durée |
| --- | --------------------------------------------------------------------------- | ----- |
| 1.  | Dirty Deeds (titre raccourci de Dirty Deeds Done Dirt Cheap de AC/DC, 1976) | 3:18  |
| 2.  | Love Hurts (The Everly Brothers, 1960)                                      | 3:47  |
| 3.  | Pretty Vacant (Sex Pistols, 1977)                                           | 3:24  |
| 4.  | Celluloid Heroes (The Kinks, 1972)                                          | 5:28  |
| 5.  | Tush (ZZ Top, 1975)                                                         | 2:23  |
| 6.  | Time Has Come Today (The Chambers Brothers, 1968)                           | 4:13  |
| 7.  | Up from the Skies (The Jimi Hendrix Experience, 1967)                       | 3:01  |
| 8.  | Have You Ever Seen the Rain? (Creedence Clearwater Revival, 1970)           | 3:33  |
| 9.  | Love Me Two Times (The Doors, 1967)                                         | 3:07  |
| 10. | Roadrunner USA (The Modern Lovers, 1972                                     | 3:34  |